# Ramerlau
Ramerlau ist eine osttimoresische Aldeia im Suco Cotolau (Verwaltungsamt Laulara, Gemeinde Aileu). 2015 lebten in der Aldeia 177 Menschen.

## Geographie
Die Aldeia Ramerlau liegt im Norden des Sucos Cotolau. Östlich befindet sich die Aldeia Binona, südöstlich die Aldeia Cotolau und südwestlich die Aldeia Ornai. Im Norden grenzt Ramerlau an die Gemeinde Dili mit ihren Sucos Dare (Verwaltungsamt Vera Cruz) und Balibar (Verwaltungsamt Cristo Rei). Entlang der Nordgrenze von Ramerlau führt teilweise die Überlandstraße von Aileu und Maubisse im Süden und der Landeshauptstadt Dili im Norden. An ihr und einer Straße, die an der Südgrenze verläuft, liegen die Siedlungen der Aldeia. Größter Ort ist Laulara, der mit anderen Orten verwachsen ist, so auch mit dem Ort Cotolau. Das zweite Siedlungszentrum liegt an der Seitenstraße weiter südwestlich.
Nur mit einer Piste mit der Außenwelt verbunden, ist das Dorf Kerolisa an der Westgrenze. An der Überlandstraße liegt das Dorf Boromata sowie ein Teil des Ortes Lacoto. An der Südstraße liegen ein paar Häuser auf Seiten von Ramerlau.